# Axel Pilmark
Axel Peter Pilmark (født 23. november 1925 i København, død 13. juli 2009 i Herlev) var en dansk fodboldspiller.
Pilmark var med til at vinde DM med KB flere gange. 
Pilmark debuterede på det danske landshold 1947 på Aarhus Stadion mod Finland, en kamp som Danmark vandt 4-1. 
Pilmark spillede i alle Danmarks fire kampe ved OL i London 1948 og var med til at vinde bronzemedaljer. Två år efter OL blev han professionel i Italien ligesom seks andre fra bronzeholdet. Da Dansk Boldspil-Union ved denne tid ikke tillod professionelle i landsholdet sluttede landsholdskarrieren 1950 i en landskamp på Aarhus Stadion som Danmark tabte 1-4 til Norge.  Pilmark spillede 18 A-landskampe og scorede 1 mål, mod Jugoslavien 1950. 
Pilmark spillede ni år i den italinska Serie A og var under alle år i Bologna. Han spillede 274 kampe, hvilket var flest af en dansker frem til Martin Jørgensen slog det i 2007
Pilmark døde 13. juli 2009 og boede i Bagsværd ved sin død. Han er begravet i en af fællesgravene på Gladsaxe Kirkegård.